# Selex ES
 (février 2023).
La mise en forme du texte ne suit pas les recommandations de Wikipédia : il faut le « wikifier ».
Les points d'amélioration suivants sont les cas les plus fréquents. Le détail des points à revoir est peut-être précisé sur la page de discussion.
- Les titres sont pré-formatés par le logiciel. Ils ne sont ni en capitales, ni en gras.
- Le texte ne doit pas être écrit en capitales (les noms de famille non plus), ni en gras, ni en italique, ni en « petit »…
- Le gras n'est utilisé que pour surligner le titre de l'article dans l'introduction, une seule fois.
- L'italique est rarement utilisé : mots en langue étrangère, titres d'œuvres, noms de bateaux, etc.
- Les citations ne sont pas en italique mais en corps de texte normal. Elles sont entourées par des guillemets français : « et ».
- Les listes à puces sont à éviter, des paragraphes rédigés étant largement préférés. Les tableaux sont à réserver à la présentation de données structurées (résultats, etc.).
- Les appels de note de bas de page (petits chiffres en exposant, introduits par l'outil «  Source ») sont à placer entre la fin de phrase et le point final[comme ça].
- Les liens internes (vers d'autres articles de Wikipédia) sont à choisir avec parcimonie. Créez des liens vers des articles approfondissant le sujet. Les termes génériques sans rapport avec le sujet sont à éviter, ainsi que les répétitions de liens vers un même terme.
- Les liens externes sont à placer uniquement dans une section « Liens externes », à la fin de l'article. Ces liens sont à choisir avec parcimonie suivant les règles définies. Si un lien sert de source à l'article, son insertion dans le texte est à faire par les notes de bas de page.
- La présentation des références doit suivre les conventions bibliographiques. Il est recommandé d'utiliser les modèles {{Ouvrage}}, {{Chapitre}}, {{Article}}, {{Lien web}} et/ou {{Bibliographie}}. Le mode d'édition visuel peut mettre en forme automatiquement les références.
- Insérer une infobox (cadre d'informations à droite) n'est pas obligatoire pour parachever la mise en page.

Pour une aide détaillée, merci de consulter Aide:Wikification.
Si vous pensez que ces points ont été résolus, vous pouvez retirer ce bandeau et améliorer la mise en forme d'un autre article.
Selex ES S.p.A. est une société italienne contrôlée par la holding d'Etat italienne Finmeccanica, une des nombreuses holdings financières de l'Istituto per la ricostruzione industriale - IRI. La société était spécialisée dans le secteur de l'électronique de défense et de sécurité. Depuis le 31 décembre 2015, les activités de Selex ES SpA ont été intégrées dans Finmeccanica S.p.A., devenue Leonardo S.p.A. en 2017.

## Histoire

### Origine et sociétés précédentes
En juillet 2003, les groupes italien Finmeccanica et britannique BAE Systems signent un accord de coentreprise avec l'intention de fusionner leurs activités d'avionique, de commande et contrôle C4ISR et de communications pour créer trois partenariats en coentreprises sous le nom d'Eurosystems. Les difficultés d'intégration des entreprises ont conduit à une évolution du projet. Le rapport annuel BAE de 2004 indique que « reconnaissant la complexité de la transaction proposée précédemment ... avec Finmeccanica, nous sommes passés à un modèle plus simple ».
L'accord révisé a été signé le 27 janvier 2005. Finmeccanica et BAE ont annoncé leur intention de dissoudre leur partenariat dans la coentreprise Alenia Marconi Systems dont les activités britanniques et italiennes seront reprises par les partenaires respectifs.
Le 3 mai 2005, l'Opération Eurosystèms a été finalisée avec.
- l'ensemble de l'activité avionique de Finmeccanica et la majorité de BAE Systems Avionics sont réunis pour former la nouvelle coentreprise SELEX Sensors and Airborne Systems (SELEX S&AS) détenue respectivement à 75 % par Finmeccanica et 25 % BAE Systems, avec l'option pour Finmeccanica de racheter les 25 % restants,
- l'opération britannique d'AMS (sauf les systèmes de contrôle du trafic aérien et de communication) est réunie avec la division C4ISR de BAE Systems (sauf les systèmes de communication) pour former la nouvelle division Integrated System Technologies de BAE Systems, nommée BAE Systems Insyte,
- les activités italiennes d'Alenia Marconi Systems sont regroupées avec plusieurs autres sociétés pour former SELEX Sistemi Integrati,
- les parties systèmes de communication d'Alenia Marconi Systems et de BAE Systems étant cédées à Selenia Communications, une division de Finmeccanica. Selenia a ensuite été renommée SELEX Communications.

En mars 2007, BAE Systems vend sa participation de 25% dans SELEX S&AS à Finmeccanica pour 400 millions d'euros.
À partir de janvier 2008, les sociétés SELEX S&AS Ltd et son homologue italien Galileo Avionica SpA sont regroupées dans une seule entité SELEX Galileo (it). En janvier 2010, les noms juridiques des sociétés d'exploitation ont été alignés sur la marque, devenant respectivement SELEX Galileo Ltd et SELEX Galileo SpA. SELEX Sensors and Airborne Systems (US) Inc. est devenu SELEX Galileo Inc..
En 2009, SELEX Sistemi Integrati rachète Vega Group PLC, formant au Royaume-Uni SELEX Systems Integration Ltd et Vega Consulting Services Ltd.
En 2011, SELEX Communications fusionne avec Elsag Datamat et devient SELEX Elsag.

## Selex ES
La société a été créée en décembre 2011 officiellement sous le nom de Finmeccanica Consulting Srl. Le 1er janvier 2013, elle est renommée Selex ES S.p.A. (acronyme de Selex Electronic Systems) pour regrouper l'ensemble des activités existantes dans le Groupe Finmeccanica du secteur de l'électronique de défense et de sécurité par fusion et intégration des différentes sociétés.
Elle a aussi intégré Selex Galileo, Selex Elsag (it) et Selex Sistemi Integrati. En fait, la société Selex Sistemi Integrati n'a pas été intégrée immédiatement dans Selex ES en raison de litiges juridiques en cours. L'entreprise avait une couverture opérationnelle mondiale avec environ 17.000 salariés et un chiffre d'affaires global supérieur à 3,5 milliards d'euros. En plus de ses principales implantations nationales en Italie et au Royaume-Uni, la société disposait d'une présence industrielle et commerciale solidement établie aux États-Unis, Allemagne, Turquie, Roumanie, Brésil, Arabie Saoudite et Inde.
Le 31 décembre 2015, les activités de Selex ES sont intégrées dans les divisions spécialisées du groupe Finmeccanica : Systèmes aéroportés et spatiaux, Électronique de défense terrestre et navale et Systèmes de sécurité et d'information du secteur Électronique, systèmes de défense et de sécurité de Finmeccanica SpA  qui, depuis 2017, est devenue Leonardo S.p.A..

## Informations société
En 2012, il a été signalé qu'une ancienne société Selex avait fourni du matériel de réseau radio à ressources partagées TETRA au régime d'Assad en Syrie, malgré les sanctions internationales et avait poursuivi son contrat avec le régime dans le contexte de la guerre civile syrienne. [11]
En août 2013, Selex ES a fourni un drone de surveillance non armé aux Nations unies utilisé en République démocratique du Congo pour surveiller les mouvements des groupes armés dans la région et protéger plus efficacement la population civile.
En 2015, Selex ES a obtenu un contrat de cybersécurité avec l'OTAN.
En 2016, il a obtenu un contrat avec l'Angola qui prévoit la fourniture d'équipements, de composants de remplacement et de tous les services associés aux futurs centres de surveillance maritime du pays.

## Structure de la société
Après toutes les réorganisations et restructurations mises en place au fil du temps,. Au 31 décembre 2015, Selex ES comptait environ 17 000 salariés, 64 bureaux dont 48 en Italie et un portefeuille de 550 produits.
Selex ES comporte trois divisions :
- Airborne & Space Systems - Systèmes aéroportés et spatiaux : capteurs aéroportés (principalement militaires), aéronefs sans pilote, systèmes de guerre électronique, systèmes intégrés de mission, systèmes de simulation, cibles aériennes, capteurs stellaires, charges utiles et équipements;
- Land & Naval Systems - Systèmes terrestres et navals : filière électro-optique (militaire), architecture de systèmes complexes, systèmes tactiques intégrés, systèmes navals de combat, radars navals et terrestres, réseaux de communications militaires;
- Security & Information Systems - Systèmes d'information et de sécurité : architectures de systèmes (principalement civils) pour la protection du territoire et des infrastructures critiques, la gestion des données et des personnes, les systèmes de communication, les technologies de l'information et de la communication, les systèmes de contrôle du trafic aéroportuaire et maritime.